# Chérif Defraoui
Chérif Defraoui (* 6. Dezember 1932 in Genf; † 27. September 1994 in Vufflens-le-Château) war ein Schweizer Künstler.
Chérif Defraoui studierte Literatur und Recht in Genf. 1971 hatte er dort seine erste Einzelausstellung in der Galerie Gaëtan. 1975 wurde die erste gemeinsame Arbeit mit Silvie Defraoui, signiert mit C. & S. Defraoui, in der Galerie Gaëtan präsentiert. Zusammen nahmen sie 1992 an der documenta IX in Kassel teil. Sie lebten in Corbera de Llobregat in Spanien und in Vufflens-le-Château in der Romandie. Ab 1974 bis 1999 lehrte Chérif Defraoui an der l’École supérieure d’art visuel de Genève und baute dort mit seiner Lebenspartnerin ein Mixed-Media-Studio auf. Zwei erfolgreiche Generationen von Videokünstlern wurden dort von C. & S. Defraoui ausgebildet. Zu nennen sind Eric Lanz, Marie José Burki, Simon Lamunière und Emmanuelle Antille, Fernandez, Frédéric Moser und Philippe Schwinger.
Ihre gemeinsame Arbeit ist Teil einer Serie, deren Bezeichnung Archives du futur/Archive der Zukunft ist. Dieser paradoxe Titel stellt nicht nur die gängigen Vorstellungen von Raum und Zeit in Frage, sondern auch die Bedeutung von kollektivem und individuellem Gedächtnis.